# Тартаковский, Борис Григорьевич
Тартаковский Борис Григорьевич (10 ноября 1911 — 20 августа 2002) — советский историк, мемуарист. Брат историка А. Г. Тартаковского.

## Биография
Родился в 1911 году в селе Мещерском Подольского уезда Московской губернии, где его отец Тартаковский Григорий Яковлевич был врачом-ординатором Покровской психиатрической больницы.
После окончания школы в 1927 году был пионервожатым, работал на фабрике «Красный суконщик», был секретарем комсомольской ячейки службы тяги Московско-Павелецкой железной дороги, а потом фабрики «Мосбелье».
В 1933—1935 годах служил в армии.
В 1935 году поступил на исторический факультет МГУ, где специализировался по истории Германии. В 1939 году вступил в ВКП(б).
В 1940 году, окончив с отличием университет, поступил в аспирантуру.
Участник Великой Отечественной войны с сентября 1941 года. В 1942 году — гв. ст. политрук 7-й гвардейской стрелковой бригады (10-й гв. ск) Закавказского фронта. С февраля 1944 года по июнь 1945 года — инструктор политотдела 38-й армии 1-го Украинского фронта. Войну закончил майором. В декабре 1945 года был командирован в Германию в СВАГ, где руководил отделом внутригерманской информации Бюро информации. Демобилизован в 1949 году.
Награждён орденом Красной Звезды (1943), тремя орденами Отечественной войны — 1-й степени (1945), 2-й степени (1944, 1985), а также медалями.
В 1949 году вернулся в Москву и восстановился в аспирантуре, в 1952 году защитил кандидатскую диссертацию на тему «Кризис „Старых“ буржуазных партий Германии на кануне прихода фашизма к власти», научным руководителем был А. С. Ерусалимский. В 1967 году защитил докторскую диссертацию «Фридрих Энгельс и II Интернационал».
С 1957 по 1992 год — старший научный сотрудник Института марксизма-ленинизма, редактор ряда томов многотомного собрания сочинений Маркса и Энгельса, автор книг и статей о деятельности Ф. Энгельса, участник и редактор коллективных монографий.
Умер в 2002 году. Похоронен на Введенском кладбище (23 уч.).

#### Семья
- Отец — Григорий Яковлевич Тартаковский (1881—1963), врач-психиатр, заведующий психосоматическим отделением Боткинской больницы в Москве;
  - Брат — Андрей Григорьевич Тартаковский (1931 −1999) — советский и российский историк, источниковед.
- Жена — Михайлова Любовь Викторовна (1916—1999), кандидат исторических наук.
- Дети: Александр (1946) и Сергей (1950).

## Труды
Книги
- Фридрих Энгельс — советник и учитель международного пролетариата. (1875—1895). — Москва: Мысль, 1966. — 343 с.
- Энгельс — друг и соратник Карла Маркса. — Москва: Знание, 1970. — 32 с.

Статьи
- Фридрих Энгельс и рабочее движение в России во второй половине XIX века" // Ежегодник германской истории. Москва, Наука, 1969
- Энгельс — великий мастер революционной тактики пролетариата // Вопросы истории КПСС, 1960, № 6.
- Из истории написания и публикации работы Ф.Энгельса «Происхождение семьи, частной собственности и государства // Сборник „Из истории марксизма“ Москва 1961 г.
- Из истории борьбы Энгельса за интернациональное сплочение пролетарских партий в начале 90-х годов // Журнал „Вопросы истории КПСС“, 1964, № 1.
- I Интернационал в Германии // Журнал „Вопросы истории КПСС“, 1965, № 2.

Составитель, научный редактор или участник подготовки издания
- Из истории марксизма и международного рабочего движения: К 100-летию со дня основания I Интернационала: Сборник статей / Институт марксизма-ленинизма при ЦК КПСС; Ред. коллегия: Б. Г. Тартаковский (отв. ред.) и др.. — Москва: Политиздат, 1964. — 664 с.
- Литературное наследство К. Маркса и Ф. Энгельса. История публикации и изучения в СССР. — М., Политиздат, 1969
- Международной рабочее движение. Вопросы истории и теории». — М.:Мысль 1976
- Фридрих Энгельс Биография. Издательство политической литературы. — Москва, 1977

Мемуары
- «Великая судьба жить в величайшую из эпох, которые знала история». Дневник красноармейца Б. Г. Тартаковского: 1933—1935 гг. / публ. подгот. Н. Ю. Кулешова // Исторический архив. — 2011. — № 5. — С. 61-101
- Все это было… : воспоминания об исчезающем поколении / Б. Г. Тартаковский; предисл. Я. С. Драбкина. — М.: АИРО-XX, 2005. — 446 c.
- Из дневников военных лет / Б. Г. Тартаковский; предисл. А. Галкина. — М.: АИРО-XX, 2005.. — 270 с.